# Yaloké-Bossembélé
Yaloké-Bossembélé è una subprefettura della Prefettura di Ombella-M'Poko, nella Repubblica Centrafricana. Comprende le città di Yaloké e Bossembélé, oltre ai villaggi vicini.